# Valea Merilor (okręg Bacău)
Valea Merilor – wieś w Rumunii, w okręgu Bacău, w gminie Vultureni. W 2011 roku liczyła 24 mieszkańców.